# I Believe I'll Dust My Broom
I Believe I'll Dust My Broom è una canzone blues di Robert Johnson.

## Il brano
Il testo del brano contiene vari possibili riferimenti sessuali, a partire dal titolo "I Believe I'll Dust My Broom", cui un'interpretazione può essere quella riguardante l'atto sessuale (per l'espressione "I Believe I'll Dust My Broom" si intende "credo che darò un colpo di scopa").

## Curiosità
- Della canzone ne esiste una celebre versione del bluesman Elmore James dal titolo Dust My Broom.
- La canzone è contenuta nel disco King of Delta Blues Singers, Vol.2